# Usina Hidrelétrica Presidente Vargas
A U.H. Presidente Vargas é uma usina hidrelétrica (U.H.) brasileira localizada no rio Tibagi, no município de Telêmaco Borba, no Estado do Paraná.

## Localização
A usina está localizada no Paraná, no vale do rio Tibagi, porção média do rio Tibagi, no município de Telêmaco Borba, próxima à foz do ribeirão das Antas, na região dos Campos Gerais. A barragem foi construída entre os municípios de Telêmaco Borba e Ortigueira, tendo a hidrelétrica a capacidade instalada de 22,5 MW. A 600 metros acima da usina encontra-se a barragem da Usina Hidrelétrica de Mauá.

## História
Teve como objetivo inicial atender as necessidades das Indústrias Klabin e dos núcleos habitacionais, como Lagoa e Harmonia, na Fazenda Monte Alegre pertencente a referida empresa.
Quando inaugurada contou com a presença de várias autoridades, entre elas, a do presidente da república, Getúlio Vargas, a qual teve seu nome homenageado na denominação da usina. A primeira denominação da Usina foi Mauá em referência ao Salto Mauá que estava localizado próximo, depois foi rebatizada como Usina Presidente Vargas em menção ao presidente.
Na época a usina era notória, sendo publicado em 1949 que o empreendimento poderia fornecer o dobro de energia da usina que abastecia a cidade de Porto Alegre e em 1953 foi publicado ainda que poderia fornecer luz e força para uma cidade de 200.000 habitantes como Curitiba.